# MTV Storytellers (Piero Pelù)
MTV Storytellers è un album dal vivo del 2007 di Piero Pelù.

## Il disco
Il disco, registrato dal vivo al conservatorio di Milano il 18 aprile 2007, si compone di 18 tracce che alternano le performance live del rocker ad interviste realizzate da Paola Maugeri di MTV Italia all'interno del programma MTV Storytellers.
Esso ha subito pochissime elaborazioni in studio, lasciando inalterati i suoni originali del P-Trio che accompagnava Pelù nei concerti: Paolo Baglioni alla batteria e alle percussioni, Saverio Lanza alla chitarra e alle tastiere e Daniele Bagni al basso.
Le tracce sono scelte tra quelle storiche dei tempi dei Litfiba e quelle dell'album In faccia del 2006, alternandosi con versioni riarrangiate in versione acustica (per Louisiana, Lentezza, il Volo e Velo) e non.
Curiosità:
Durante il concerto fu suonata anche “Toro Loco”, brano dell’album Né buoni né cattivi (2000) che però non finì sul disco

## Tracce
1. Louisiana – 4:59
2. Lentezza – 4:33
3. Il volo – 4:48
4. Velo – 4:35
5. Fiorirà – 7:03
6. Orso Cristallo – 5:24
7. Sorella notte – 4:17
8. Maudit – 4:57
9. Tribù – 3:41
10. Sparami – 5:50
11. Animale di Zona – 4:35
12. Segni 'n Faccia – 4:54

## Singoli/Video
1. Sorella notte (promo, videoclip)